# Теодор Јерусалимски
Теодор Јерусалимски је био патријарх Јерусалимски у периоду од 760. до 782. године.
Теодор је доживео, током свог епископата, жесток прогон хришћана и Јевреја у Палестини од стране муслиманског владара Абдалаха ибн Алија, који је захтевао изузетно високе порезе од хришћана и постављао им оштра ограничења: забрањујући ноћна бдења, вршио конфискацију светих посуда и захтевао уклањање. крстова из свих цркава. Абдалах је захтевао да хришћани и Јевреји носе карактеристичне ознаке. Као вође хришћана, епископи су поднели највећи терет његових порогона. Ови прогони су такође натерали многе хришћане да напусте Палестину, што је додатно променило њен друштвени карактер.
Теодор се за време свог епископовања придружио патријарсима Александрије и Антиохије у осуди Козме, епископа Епифанија, који су се декларисали ко иконоборци.
Теодор је умро 782. године и наследио га је Јевсевије као патријарх. Међутим, сам Јевсевије се упокојио пре истека године.